# Ulisse Salis
Giovanni Ulisse Salis (Tirano, 1819 – Esine, 1893) è stato un patriota, ingegnere e nobile italiano,di ideale mazziniano.

## Biografia
Nato al Palazzo Salis di Tirano nel 1819, Ulisse era figlio del conte Rodolfo (1791-1848), nonché membro di una nobile famiglia locale che sin dal XVII secolo aveva rappresentato un punto di riferimento per l'amministrazione cittadina a partire dall'eroe della Guerra dei trent'anni, Ulysses von Salis. Era inoltre imparentato col naturalista svizzero Carl Ulysses von Salis-Marschlins. Sin da giovane si interessò agli ideali rivoluzionari mazziniani, trafugando già dagli anni '30 dalla vicina Svizzera gli scritti di Mazzini verso l'Italia e proprio coi rivoluzionari collaborò nel 1848 per la riuscita delle Cinque giornate di Milano.
Fallito il governo provvisorio di Milano, venne inviato sullo Stelvio nel disperato tentativo di difendere il passo per impedire agli austriaci di godere di nuovi rinforzi. Catturato nel 1853, venne processato per le insurrezioni di Mantova e venne condannato alla fortezza, dapprima nelle carceri di Mantova e poi in Tirolo, nella Fortezza di Kufstein. Durante la prigionia intrattenne dei rapporti con Emilio Visconti Venosta, il quale gli venne fatto credere da parte della polizia austriaca aver confessato le cospirazioni di Milano e di Mantova, confessioni che poi si rivelarono infondate ed a cui il Salis non credette, preferendo rimanere in carcere piuttosto che cedere. Liberato, nel 1859 tornò a Tirano dove accolse trionfalmente Vittorio Emanuele II, al quale offrì un cannone strappato agli austriaci nel 1848. Con l'unità d'Italia divenne impiegato presso il comune di Milano, dove si trasferì dal 1863 e dove ricoprì l'incarico di ingegnere capo.
Morì a Esine, nel bresciano, nel 1893.

## Matrimonio e figli
Ulisse Salis sposò Teresa Calvi, dalla quale ebbe una sola figlia femmina, Maria Felicita nata nel 1852, che sposò il nobile Francesco Sertoli. Il figlio della coppia, Cesare, assunse il cognome Sertoli-Salis.